# 新农镇 (东港市)
新农镇，是中华人民共和国辽宁省丹东市东港市下辖的一个乡镇级行政单位。

## 行政区划
新农镇下辖以下地区：
新农村、大连泡村、广巨村、石崮子村、黄家炉村、鹿圈沟村、四家子村、马圈子村、地枣坡村和张家甸村。